# Hrabstwo Ribagorza

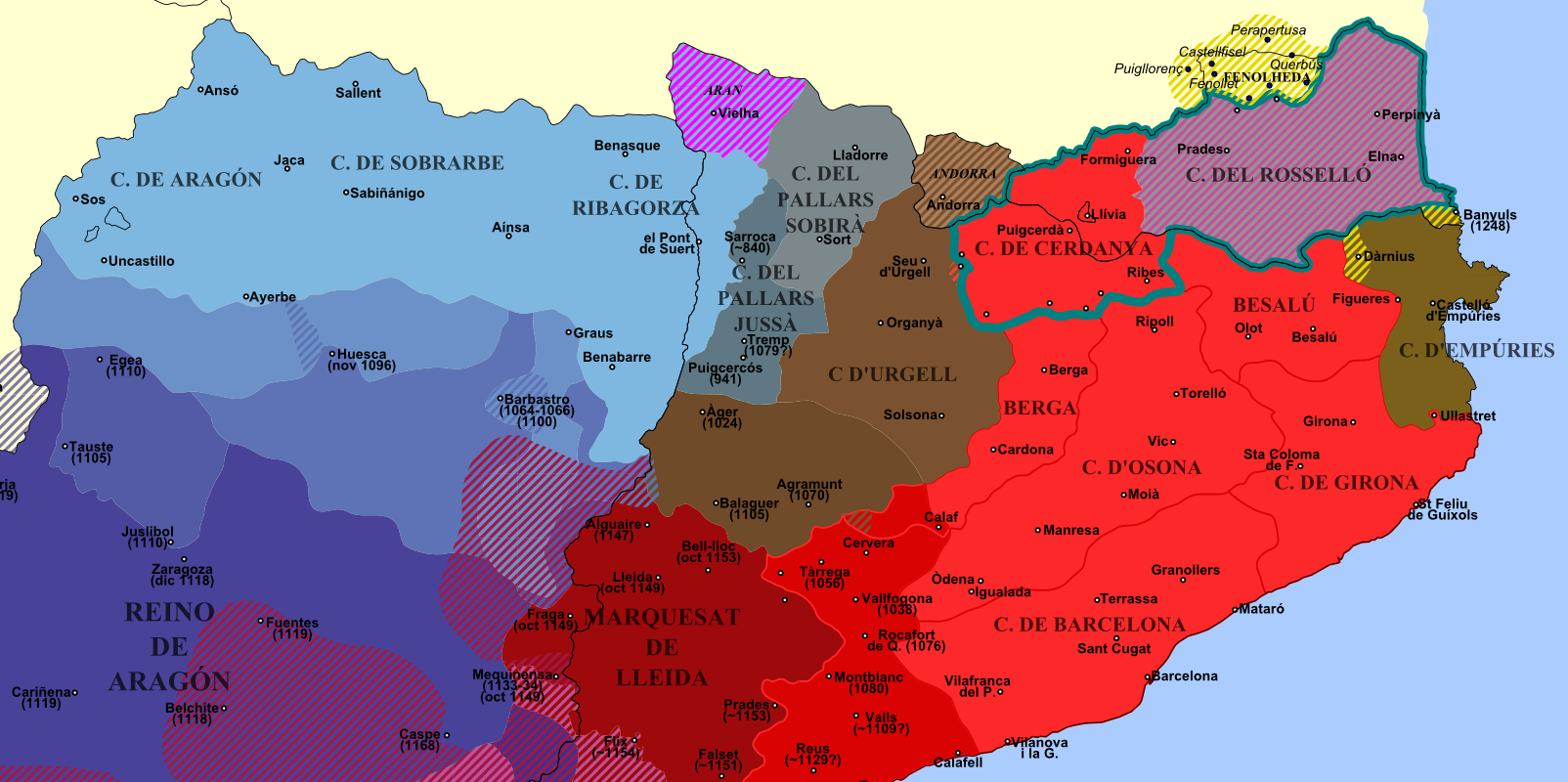
Państwa w okolicach Pirenejów w czasach średniowiecznych; hrabstwo Ribagorza również zaznaczone

Hrabstwo Ribagorza (kat. Comtat de Ribagorça, arag. Condato de Ribagorza, łac. Comitatus Ripacurtiae) – historyczne hrabstwo związane z Królestwem Nawarry. Leżało u stóp Pirenejów pomiędzy rzekami Esera i Noguesa Ribagorza, a najważniejszym miastem było Benabarre. Na wschodzie graniczyło z hrabstwem Pallars, na zachodzie z Sobrarbe. Obecnie są tereny należące do comarki Ribagorza ze stolicą w Graus i zachodniej części Alta Ribagorça.
Początkowo mogło być powiązane z Marchią Hiszpańską; pierwszy wymieniany w dokumentach hrabia Ribagorzy to Galindo (w 833 roku). Pierwszy potwierdzony historycznie władca to Rajmund I. Od początku X wieku hrabstwo było zmuszone do płacenia trybutu Aragonii. Po 1019/20 roku król Nawarry Sancho III Wielki podbił jego tereny i połączył z Sobrarbe. Po jego śmierci trafiły do jednego z synów Gonzalo Sáncheza, ale już w 1045 podbił je jego przyrodni brat Ramiro I, król Aragonii. W późniejszych czasach Ribagorza była jeszcze dwa razy wydzielana z Aragonii. Po raz pierwszy uczynił to Jakub II Sprawiedliwy dla swego młodszego syna Piotra (otrzymał również Empúries i Prades). Po śmierci jego wnuka teren wrócił do korony. Po raz drugi Ribagorza wydzielono dla nieślubnego syna Jana II Aragońskiego, Alonso, wielkiego mistrza zakonu Calatrava. Linia od niego pochodząca wygasła utrzymała się u władzy formalnie do 1598 roku.
W 1587 r. król Filip II Habsburg postanowił odebrać hrabstwo jego posiadaczowi, księciu Villahermosie. Wiązało się to z jego polityką unifikacji posiadanych ziem. Popierali go w tych dążeniach mieszkańcy hrabstwa. Na przeszkodzie temu stanął Najwyższy Sędzia Aragonii, Jan z Lanuzy, który uznał działania króla za bezprawne. Wtedy jeszcze królowie musieli liczyć się z jego opiniami. Te nie przypadły z kolei do gustu mieszkańcom hrabstwa, którzy zbuntowali się przeciwko Villahermosie. Bunt został jednak krwawo stłumiony, a przywódcy zamordowani. Wówczas królewski doradca, Chinchón, wysłał do Ribagorzy wojska, który usunęły Villahermosę z tych terenów. Aragonia pogrążyła się jednak w chaosie. Na drogach rozpoczęły się napady na królewskie transporty z pieniędzmi. Formalnie Ribagorza została włączona do korony hiszpańskiej na mocy dekretów de Nueva Planta z 1717.
Nie jest jasne pochodzenie dynastii. Choć wiadomo, że byli wasalami Karolingów, spekuluje się, że mogli być z nimi spokrewnieni. Imiona hrabiów wskazują też na powiązania z hrabiami Tuluzy (rządzącymi w Pallars od 848 do 871; hrabiowie Rajmund i Bertrand) oraz z Aragonią/Katalonią (Isarn, Miro).
Pierwszą spisaną historią hrabstwa był XV-wieczny dokument Fragmentum historicum ex cartulario Alaonis

## Władcy
- Rajmund I (872–920), syn Lupe, hrabiego Bigorre
- Bernard I (920 – 950/955), syn Rajmunda, razem ze swoim bratem Miro
- Miro (920–?), syn Rajmunda, razem ze swoim bratem Bernardem
- Rajmund II (950/955 – 970), syn Bernarda I
- Onufry (970–979), syn Rajmunda II
- Arnold (979–990), syn Rajmunda II
- Isarn (990–1003), syn Rajmunda II
- Tota (1003–1010), córka Rajmunda II
- hrabstwo podzielone wskutek interwencji hrabiego Kastylii Sancho I Garcii
  - Wilhelm Isarn (1010–1018), nieślubny syn Isarn
  - Mayor García (1010–1025), siostra Sancho I Garcíi i wnuczka Rajmunda II, do 1019/20 razem z mężem
  - Rajmund III, (1010–1025), potomek Rajmunda I i mąż Mayor Garcíi, współwładca do rozwodu w 1019/20, potem kontrwładca
- Sancho III Wielki jako Sancho I (1018–1035), najpierw dziedzic Wilhelma Isarna, później całości hrabstwa poprzez wymuszenia małżeństwa z Mayor Sanchez, bratanicę i dziedziczkę Mayor Garcii
- Gonzalo Sánchez (1035–1045), syn Sancho; po raz pierwszy jako król
- Wchłonięte do terenów jego brata Ramiro I po śmierci Gonzalo, traktowane jako apanaż.
  - Sancho Ramírez z Ribagorza (po 1045–1085), nieślubny syn Ramiro I i przyrodni brat króla Aragonii i Nawarry Sancho Ramíreza.
  - Piotr I (1085–1094), tytułowany królem Ribagorza and Sobrarbe podczas rządów swego ojca i króla Sancho Ramíreza; po jego śmierci Sancha Ribagorza stała się częścią korony Aragońskiej, a Piotr został królem Aragonii i Pampeluny.
- ponowne wydzielenie przez Jakuba II Sprawiedliwego.
  - Piotr (1322–1381), młodszy syn Jakuba II; także hrabia Empúries i Prades
  - Alfons jako Alfons IV (1381–1412), syn Piotra; także hrabia Foix
  - Alfons jako Alfons V (1412–1425), syn Alfonsa IV; także diuk Gandía i hrabia Dénia; po jego śmierci hrabstwo powróciło do korony aragońskiej – do Jana II Aragońskiego.
- kolejne wydzielenie
  - Ferdynand Aragoński (1458–1469), syn Jana II
  - Alfons jako Alfons VI (1469–1485), nieślubny syn Jana II; także książę Villahermosa
  - Jan (1485–1512), pozamałżeński syn Alfonsa VI; także książę Villahermosa
  - Alfons jako Alfons VII (1512–1533), syna Jana; także książę Villahermosa
  - Marcin (1533–1565 and 1573–1581), syn Alfonsa VII; także książę Villahermosa
  - Jan Alfons (1565–1573), syn Marcina
  - Ferdynand (1581–1592), syn Marcina; także książę Villahermosa
  - Franciszek de Villahermosa (1592–1598), syn Marcina; także książę Villahermosa
- W 1598 roku powrót do korony hiszpańskiej – do Filipa II Habsburga